# Carles Trepat i Domingo

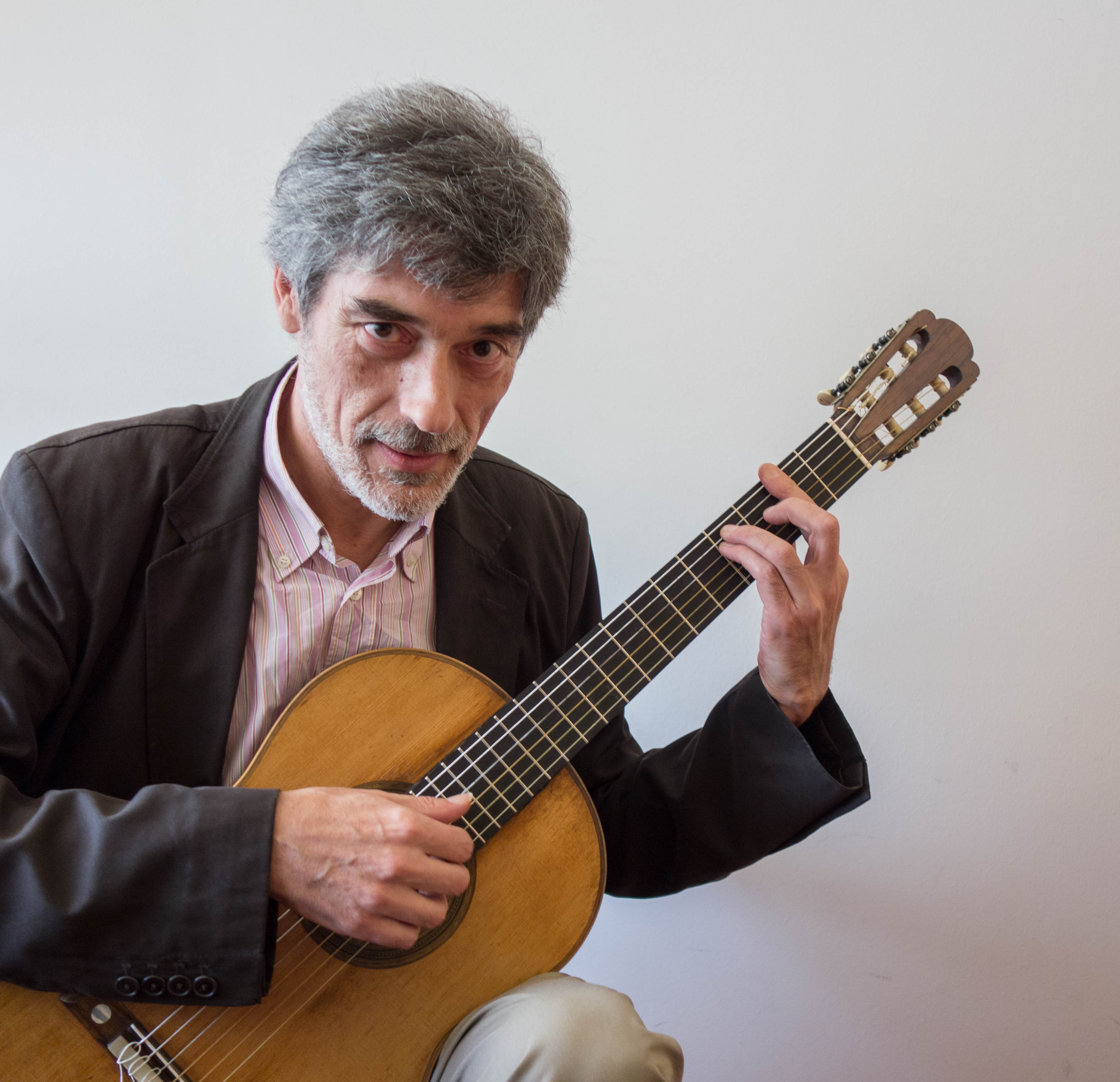
Carles Trepat i Domingo

Carles Trepat i Domingo (* 1960 in Lleida) ist ein katalanischer klassischer Gitarrist. Trepat wird der Katalanischen Gitarristenschule zugerechnet.

## Leben und Werk
Trepat begann seine Musikstudien in seiner Heimatstadt Lleida bei Jordi Montagut. 1976 absolvierte er den letzten Gitarrenkurs, den Emili Pujol in Cervera gab. Er absolvierte weitere Aufbaustudien in Barcelona, Alicante und Paris unter anderem bei José Tomás und Alberto Ponce.
Mit achtzehn Jahren begann er seine Konzerttätigkeit. Als Gewinner des Concurs Permanent de Joventuts Musicals d’Espanya gab er sein Madrider Debüt im Teatro Real. Es folgten zahlreiche weitere Auszeichnungen im Fach Gitarre wie ein Preis beim Concurs de l’Havana oder beim V. Internationalen Gitarren-Wettbewerb von Toronto (1987). Er gab Konzerte in Musiksälen auf der ganzen Welt. Er trat als Solist mit musikalischen Formationen wie dem English Chamber Orchestra, dem Orchester Ciudad de Granada und dem OBC auf.
Zu seiner Diskografie gehört das Album Llora la guitarra (1999), in dem er 14 bekannte  Lieder des spanischen Komponisten Manuel Quiroga für Gitarre einspielte. Trepat arbeitete auch mit dem Flamenco-Sänger Duquende und dem Gitarristen Tomatito zusammen, mit dem er Tangos von Astor Piazzolla aufführte.
Trepat spielt gewöhnlich mit einer 1892 von Antonio de Torres in Almeria oder mit einer von Antonio Marín 1989 in Granada gebauten Gitarre.